# Fosforito
Antonio Fernández Díaz, né le 3 août 1932 à Puente Genil (Andalousie, Espagne) et connu sous son nom de scène Fosforito,  est un cantaor (chanteur) de flamenco espagnol.

## Biographie
Fosforito, né le 3 août 1932 à Puente Genil en Andalousie, est originaire d'une famille d'artistes, son père étant lui-même chanteur, de même que son grand-père. Il commence à chanter dès l'âge de dix ans dans les ferias, cafés et restaurants, et continue malgré des problèmes de santé qui altèrent sa voix par la suite dans sa jeunesse. Il se présente au deuxième Concours national de cante jondo en 1956 à Cordoue, qui fait suite au premier organisé en 1922 par Manuel de Falla et Federico García Lorca. Il se distingue en remportant les quatre premiers prix,,. Dès lors, sa carrière est lancée par la signature d'un contrat avec Philips, où il enregistre ses premiers disques de flamenco. Il convient de souligner que parmi sa discographie, certains de ses chants ont été accompagnés à la guitare par Paco de Lucía.

## Discographie
- Arte flamenco Vol.1 (Universo flamenco) (2005).
- Selección antológica Vol. 1 (Universo flamenco) (2005).
- Selección antológica Vol. 2 (Universo flamenco) (2005).
- Selección antológica Vol. 3 (Universo flamenco) (2005).
- Antonio Fernández "Fosforito" (2004).
- 50 años de flamenco (2ª época) (2003).
- Selección antológica Vol. 1 (2003).
- Selección antológica Vol. 2 (2003).
- Selección antológica Vol. 3 (2003).
- Misa flamenca en Córdoba (2003).
- Cristal suelto (2002).
- Selección antológica del cante flamenco (2002)
- Cante y guitarra (with Paco de Lucía) (1999).
- Misa flamenca (1994).
- Grabaciones históricas. Vol. 34. Córdoba 1956.

## Prix et distinctions
- 2005 : cinquième Clef d'or du chant[4],[3].
- 2007 : Médaille d'or du mérite des beaux-arts[1].